# Rivière de la Grande Vallée
Pour les articles homonymes, voir Grande Vallée.
La rivière de la Grande Vallée est un affluent du littoral sud du fleuve Saint-Laurent, dans la région administrative de la Gaspésie-Îles-de-la-Madeleine, au Québec, au Canada. Cette rivière coule dans les municipalités régionales de comté de :
- La Côte-de-Gaspé : le territoire non organisé de Collines-du-Basque et municipalité de Grande-Vallée ;
- La Haute-Gaspésie : municipalité de Sainte-Madeleine-de-la-Rivière-Madeleine[1].

## Géographie
La rivière de la Grande Vallée prend sa source en zone montagneuse dans le canton de Champou, dans le territoire non organisé des Collines-du-Basque. Cette rivière traverse le secteur sud-est du canton de De Nouë.
À partir de sa source, la rivière de la Grande Vallée coule sur 29,6 km, répartis selon les segments suivants :
- 6,1 km vers le nord, en formant une grande boucle du côté est, puis bifurque vers le nord, jusqu'à la confluence du ruisseau du Petit Sault ;
- 3,0 km vers le nord, jusqu'à la limite de la municipalité de Sainte-Madeleine-de-la-Rivière-Madeleine ;
- 3,1 km vers le nord dans Sainte-Madeleine-de-la-Rivière-Madeleine, en traversant le pont routier, jusqu'à la confluence d'un ruisseau (venant de l'ouest) ;
- 1,9 km vers le nord, en recueillant les eaux de la coulée Cachée, jusqu'à la limite de la municipalité de Grande-Vallée ;
- 2,3 km vers le nord dans Grande-Vallée, en longeant la limite intermunicipale entre Grande-Vallée et Sainte-Madeleine-de-la-Rivière-Madeleine ;
- 1,4 km vers le nord-est, jusqu'à un premier pont de la route de la Rivière ;
- 0,9 km vers le nord, jusqu'à un second pont de la route de la Rivière ;
- 3,6 km vers le nord-est, en formant une courbe vers le sud, jusqu'à un troisième pont de la route de la Rivière ;
- 7,0 km, vers le nord-est, en passant sous le pont de la route 132, jusqu'à sa confluence.

La rivière de la Grande Vallée se déverse dans l'anse de la Rivière de la Grande Vallée, située entre le cap Barré (du côté ouest) et l'anse du Cap à Colin (du côté est), au cœur du village de la municipalité de Grande-Vallée, sur le littoral sud de l'estuaire maritime du Saint-Laurent. Le cours de la rivière s'achève ainsi dans le détroit d'Honguedo (situé entre l'île d'Anticosti et la péninsule gaspésienne). La confluence de la rivière de la Grande Vallée est situé à 7,7 km à l'ouest de la confluence de la rivière de la Petite Vallée.

## Toponymie
L'appellation Grande Vallée est en usage depuis la fin du XVIIe siècle. Sur une carte de 1699, Louis Jolliet avait inscrit « ge. valle ». En 1744, Bellin, cartographie la région et désignait le cours d'eau Grande Vallée. Cette dénomination distinctive entre la Grande Vallée et la Petite Vallée permettait de situer les marins sur les divers lieux du littoral du fleuve Saint-Laurent.
L'appellation de la rivière a été transmise à la municipalité de Grande-Vallée qui administre la partie inférieure de la rivière. Les résidents locaux ont transposée l'appellation au hameau Grande-Vallée-des-Monts situé à environ 5 km au sud-ouest du littoral.
Le toponyme Rivière de la Grande Vallée a été officialisé le 5 décembre 1968 à la Commission de toponymie du Québec.